# 神野まるみ
神野 まるみ（かみの まるみ、1989年11月30日 - ）は、日本のタレント、お笑いタレント。お菓子アイドル(お菓子通アイドル、お菓子オタク)。茨城県出身。茨城県立神栖高等学校卒。美容専門学校卒。有限会社サプライズ所属だったが、現在同社の公式サイトから名前が消えており消息は不明である。愛称は「まるみん」。

## 人物・来歴
- 中学生の頃から女優に憧れ、オーディションを受けていた。当時のテレビドラマオレンジデイズに出演していた柴咲コウに憧れていた。
- 中学生の頃は、テニス部に所属していた。
- 中学生の頃によく近所の駄菓子屋に通っていた。
- 高校卒業後に都内の美容専門学校に通うため茨城県より上京。
- マクドナルドでアルバイトをしていた。
- 趣味はお菓子を食べること。ブログでたくさんのお菓子を紹介している。
- お菓子の由来やエピソードについて詳しい。
- 好きなミュージシャンはSHAKALABBITS。
- キングオブコント2010では、同じ事務所所属の福田麻衣とのコンビ「オーマイゴッド」で出場。
- 母がクオーター。日本のほかフィリピン、スペイン、中国の血が混ざっている。

## ネタ
- お菓子マジック
（『シブアイ!』、2010年3月6日の『笑う妖精』などで披露）

## 出演

### イベント
- 劇団ハイテンションガール「はじまりスイッチ」（お笑いライブ）(2010年7月11日 - )
- シブアイ!（渋谷アイドル100人劇場）（2009年5月10日 - ）
- シアターD 女寄席（お笑いライブ）（2010年4月29日）
- キャンディーボックス（お笑いライブ）（2009年8月21日）

### TV番組
- 笑う妖精（テレビ朝日）- 2010年3月6日
- 狩野英孝★熱血アイドルアカデミー アキパラ嬢（静岡第一テレビ他、2009年7月14日 - 8月18日）
- ショーバト!（日本テレビ）- 2010年7月28日「ミニバト!」、『会いたかった』（AKB48）の歌詞を菓子の名前に変えて歌う。

### インターネットテレビ
- BOMB.TV（学研）（2010年5月21日 - ）
- みんなの願いを叶えたい!木曜（あっ!とおどろく放送局、2010年6月17日）
- 一緒に育てよ♪ふれ愛ドル火曜（あっ!とおどろく放送局、2010年12月14日、2011年2月8日）
- 一緒に食べよ♪（あっ!とおどろく放送局、2011年2月8日）

### インターネットラジオ
- オンエアーステーション『宇津雄一の宇宙一ラジオ』（2010年2月8日）

### 舞台
- 女王陛下プロデュース 第20回下北沢演劇祭参加作品「いばらひめ」 (2010年2月25日 - 28日)

## 雑誌掲載
- GooBike (Vol.111 2010年1月18日号) 『ツーリング同行取材記』